# Соціальні танці

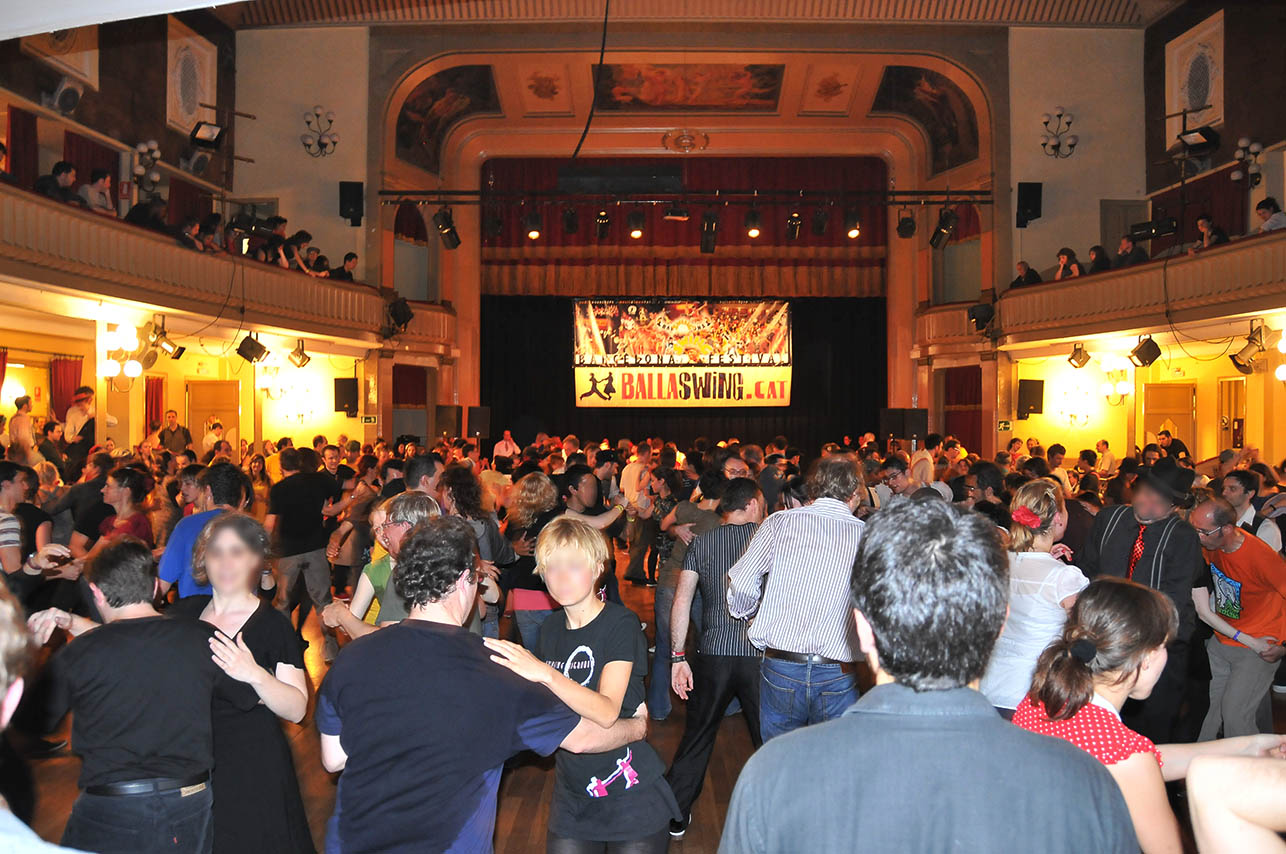
Вечірка ліндіхопперів. Барселона, 2010

Соціальні танці — одна з основних категорій у класифікації танців або танцювальних стилів за їх метою, яка характеризується первинною роллю спілкування та комунікації. Танці можуть належати одночасно до різних категорій, в залежності від цілі виконання. Соціальні танці можуть бути як парними, так і сольними, хоча парні переважають. 
До найпоширеніших парних соціальних танців входять:
- аргентинське танго;
- латиноамериканські соціальні танці:
  - бачата,
  - меренге,
  - реггетон,
  - сальса,
  - Ча-ча-ча,
  - сон,
  - форро;
- свінгові танці:
  - бальбоа,
  - бугі-вугі,
  - вест кост свинг,
  - лінді хоп;
- хастл

та інші.
Соціальні танці бувають як простими у виконанні, так і досить складними. На відміну, наприклад, від спортивних танців, у соціальних, як правило, немає довгих і складних схем, більшість сучасних соціальних танців є імпровізаційними. Оскільки чітких схем немає, то величезного значення набуває ведення-слідування. Існує маса теоретичних розробок цього питання. Техніка ведення партнерки - одна з найскладніших складових соціального танцю для партнерів. 
Соціальні танці ґрунтуються на активному контакті між людьми, для яких танець стає формою спілкування. У більшості клубів, де вивчають соціальні танці, поряд з безпосередньо танцями регулярно проводиться безліч танцювальних вечірок, спільні свята і дні народження, походи на природу та інші подібні заходи.